# 忠州大圓寺鐵造如來坐像

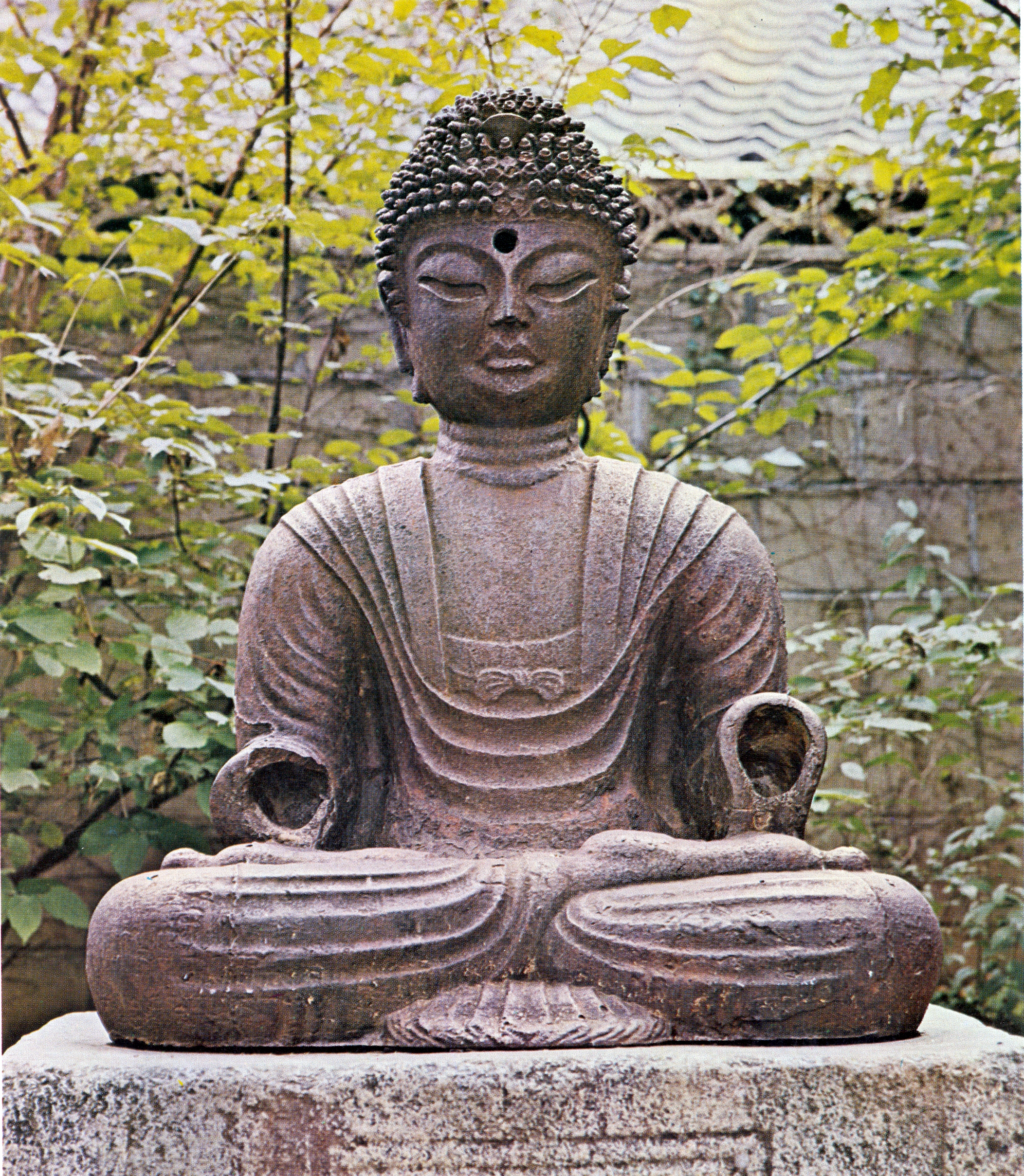
忠州大圓寺鐵造如來坐像

忠州大圓寺鐵造如來坐像（韓語：충주 대원사 철조여래좌상），位於忠清北道忠州市大圓寺，為高麗時代的鐵造如來坐像，為大韓民國寶物第98號。

據寺刹古記（사찰고기）的記載，最具抽象鐵佛的代表作，是在高麗仁宗23年(西元1145年)所建造的。高約一米的中型佛像，眼睛呈長、深及寛的圓弧型，衣服寛大，仿彿日本佛像的穿著，這種造型在這個時期十分罕見，也格外引人注目。佛像的身體以左右對稱公整的衣紋（의문）包覆著，看起來略顯生硬，佛像相貌聖化（성화）的模樣，就好比惡魔看了也會褶服一樣，給人一種神秘又絕對的存在感。這和高麗初期密教的的精神相通，也反應了當時高麗佛教的特點。